# Osmorhiza chilensis
Osmorhiza chilensis är en flockblommig växtart som beskrevs av William Jackson Hooker och George Arnott Walker Arnott. Osmorhiza chilensis ingår i släktet Osmorhiza och familjen flockblommiga växter. Inga underarter finns listade i Catalogue of Life.

## Bildgalleri

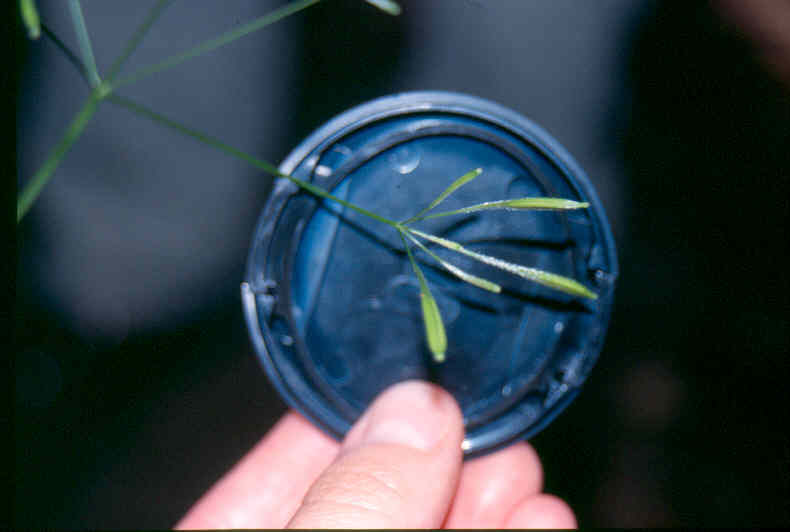
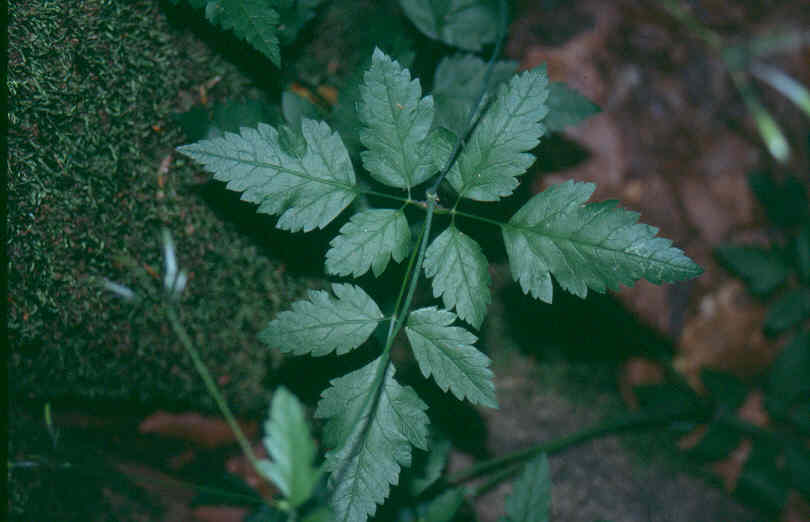
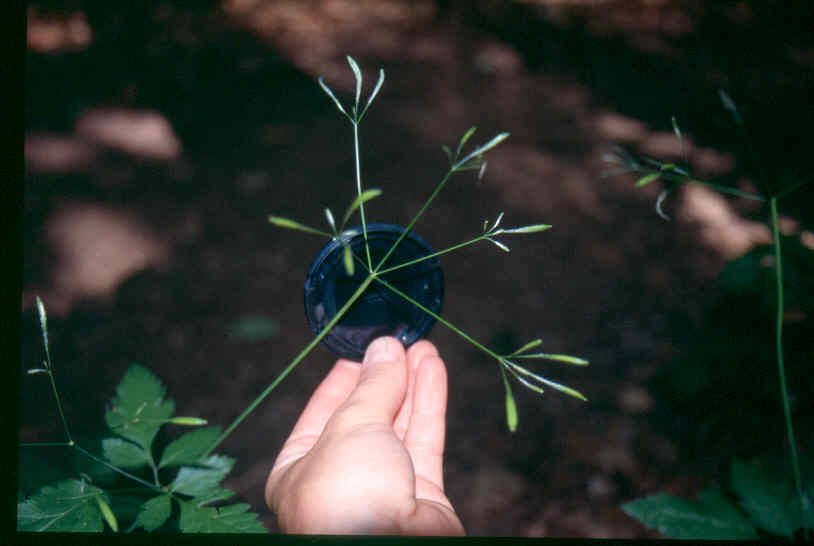
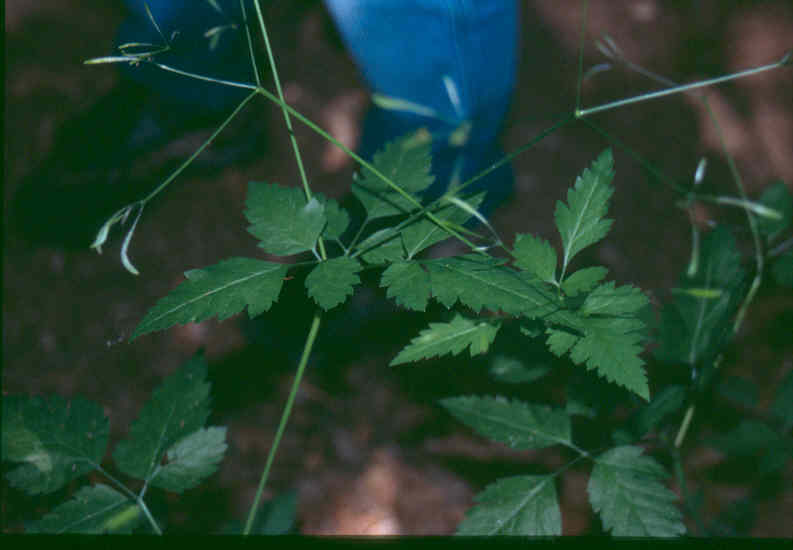